# Vesnický kostel (Papstdorf)
Vesnický kostel v Papstdorfu (německy Dorfkirche Papstdorf), označovaný také jako evangelicko-luterský kostel (Evangelisch-Lutherische Kirche Papstdorf), je pozdně barokní sakrální stavba postavená v letech 1786–1787. Památkově chráněný vesnický kostel náleží k Evangelicko-luterské církevní obci Königstein-Papstdorf.

## Historie
První kostel stál v Papstdorfu již ve středověku. Náležel k pražské arcidiecézi a spadal pod ústecký diakonát a bílinský arcidiakonát. První zmínka o kostele (kirche zu Bogansdorff) pochází z roku 1371, kdy je zmiňován místní kněz Johannes. Byl to malý kostelík s dřevěným sanktusníkem, vnějším schodištěm na emporu a přístavbou sloužící jako sakristie a kostnice. K roku 1430 je poprvé zmiňovaný kostel v nedalekém Cunnersdorfu, který byl filiálkou papstdorfského kostela. Roku 1501 náležel do papstdorfské farnosti krom Cunnersdorfu také Kleinhennersdorf a Koppelsdorf. Před reformací se v kostele nacházel milostný obraz, ke kterému konalo zvláště slovanské obyvatelstvo z Horní Lužice poutě. Poutníci překonávali řeku Labe přívozem v místě, které tak získalo název Wendischfähre.
Roku 1539 se prosadila reformace a kostel se stal evangelickým. Poté byly zrušeny poutě a vybavení kostela odstraněno. Mezi lety 1548 a 1580 byla papstdorfská farnost připojena ke Königsteinu. Brzy po třicetileté válce se zvažovala výstavba nového kostela, na který však chyběly peníze. Nově se začalo o výstavbě nového kostela v roce 1749, realizace se však opět pozdržela.
Výstavba zcela nového, pozdně barokního kostela začala v roce 1786. Vedení bylo svěřeno zednickému mistrovi Danielu Kayserovi z Pirny, stavební práce prováděl stavební mistr Reichert z Königsteinu. Oba stavitelé spolu původně soupeřili, ale nakonec se dohodli na spolupráci. Následujícího roku byl kostel dokončen a na druhou adventní neděli 9. prosince 1789 vysvěcen. Při té příležitosti zazněla pro tuto příležitost složená kantáta od Gottfrieda Augusta Homilia, kantora z drážďanského kostela svatého Kříže a zároveň žáka Johanna Sebastiana Bacha.
V roce 1839 kostel poničil zásah blesku. Roku 1942 byl zrekvírován malý zvon pro válečné účely. Novým byl nahrazen v roce 2018. Prozatím poslední rekonstrukce exteriéru kostela proběhla v roce 2016. 
Kostel náleží k Evangelicko-luterské církevní obci Königstein-Papstdorf a slouží k pravidelným bohoslužbám. Je chráněný jako kulturní památka s číslem 09224474.

## Popis
Pozdně barokní jednolodní orientovaný sálový kostel je umístěný na malé výšině. Masivní věž přiléhá k východní stěně. Kostel stojí na obdélníkovém půdorysu a má plochý strop podepřený šesti dřevěnými pilíři. Dvoupatrová empora je na oltářní straně upravena do oblouku a spojená s hlavním oltářem. Dřevěné prvky jsou sladěné do tmavého odstínu a nebyly opatřeny malbami, jak bývá u obdobných kostelů zvykem. Na hlavním oltáři spojeném s kazatelnou je umístěn dřevěný kříž. Klasicistní kamenná křtitelnice ve tvaru skládaného poháru pochází z roku 1837. Za autora varhan s dvěma manuály a pedálem je považován Wilhelm Leberecht Herbrig z Langenwolmsdorfu. Ve zvonici byly umístěny tři bronzové zvony ze zvonařství Weinhold pocházející z 18. století, které byly opatřeny nápisy. Velký zvon z roku 1711 a prostřední z roku 1787 se dochovaly. Původní nejmenší z roku 1733 byl však zrekvírován a roztaven během druhé světové války. 

## Okolí kostela
Kolem kostela se rozkládá hřbitov se vzrostlými lípami a buky. V roce 1604 byla na místě starší fary postavena nová. Ta podlehla roku 1893 požáru a v roce 1895 ji naradila nová budova.

## Galerie

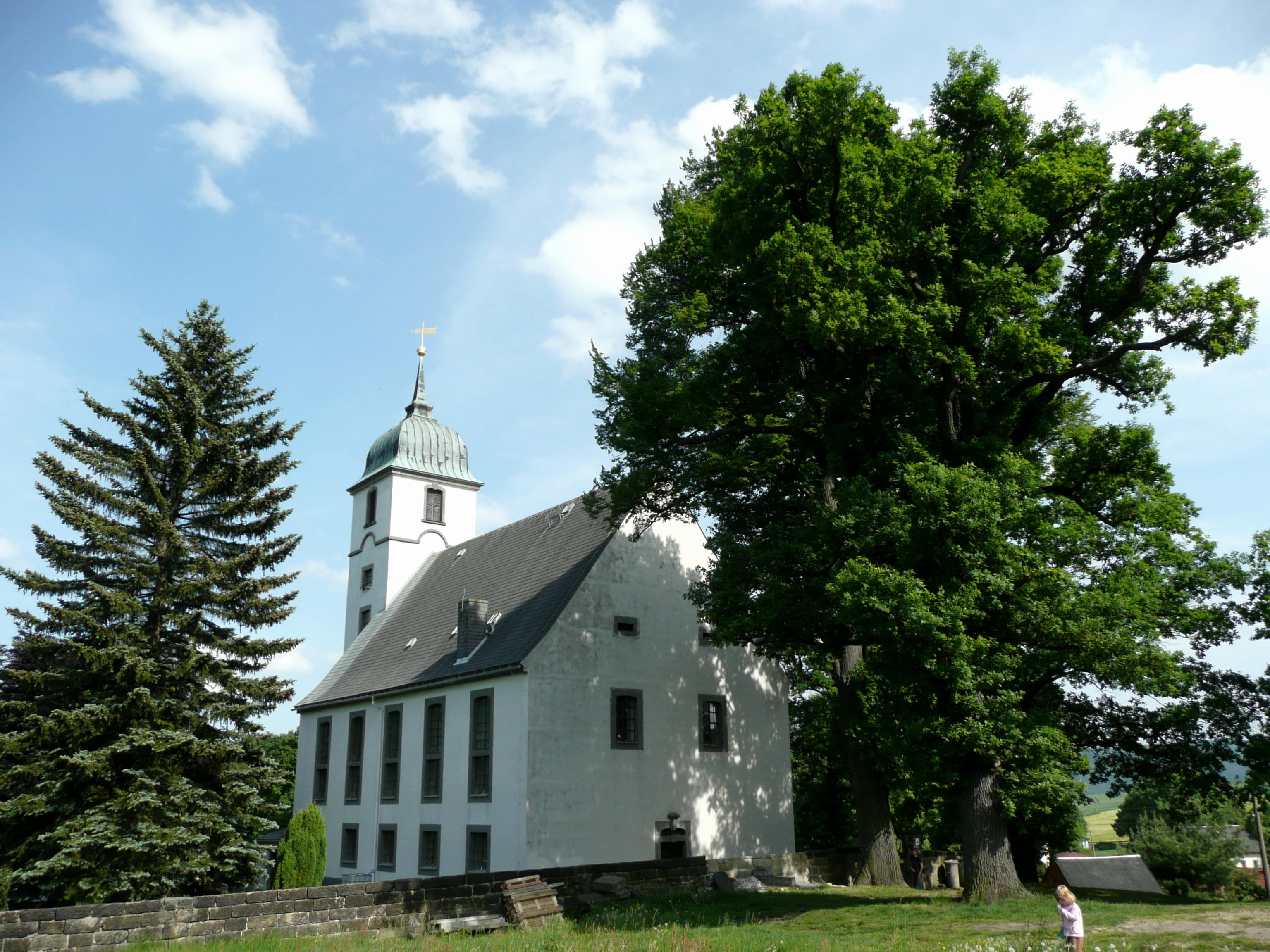
Západní a severní stěna
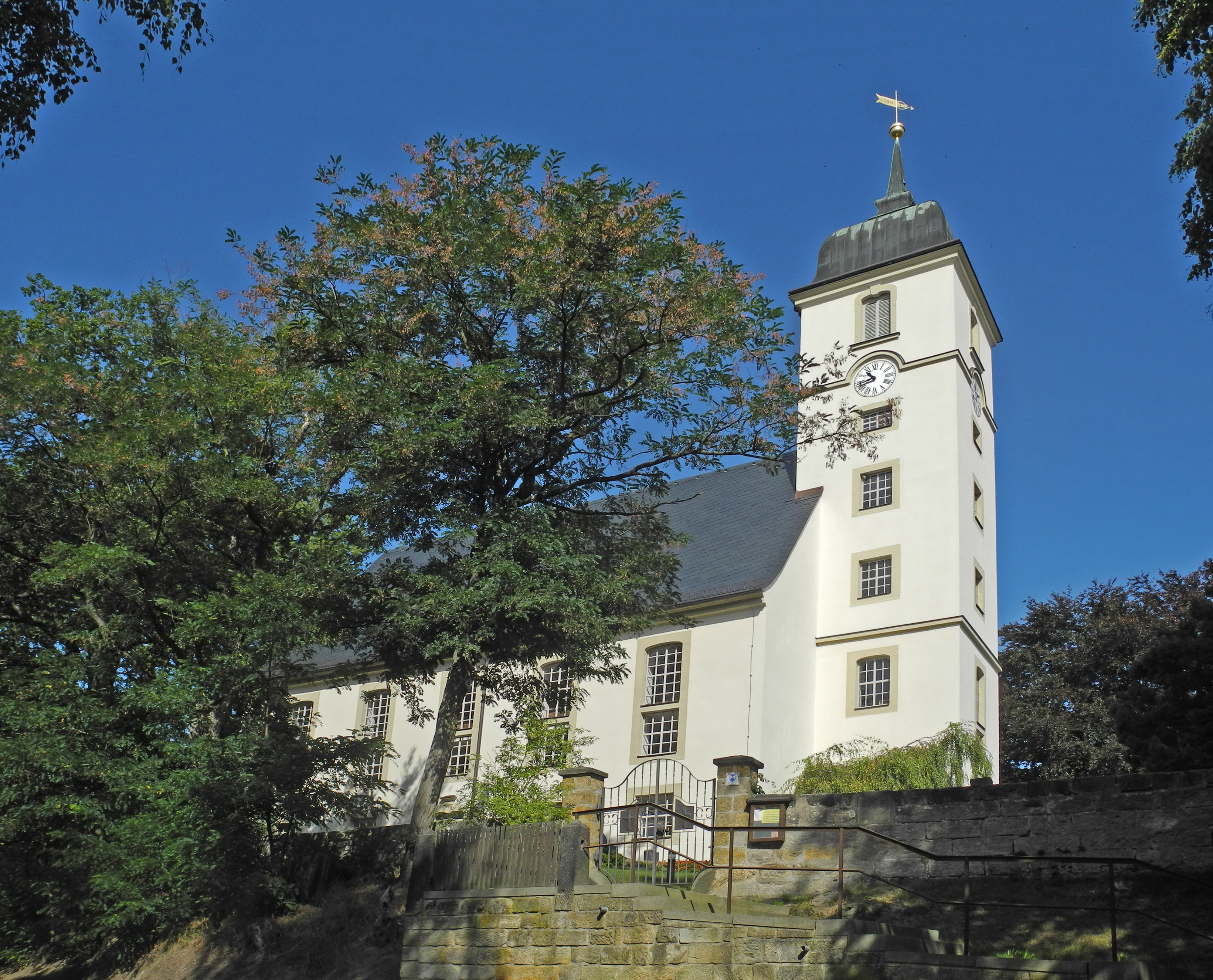
Jižní stěna s věží
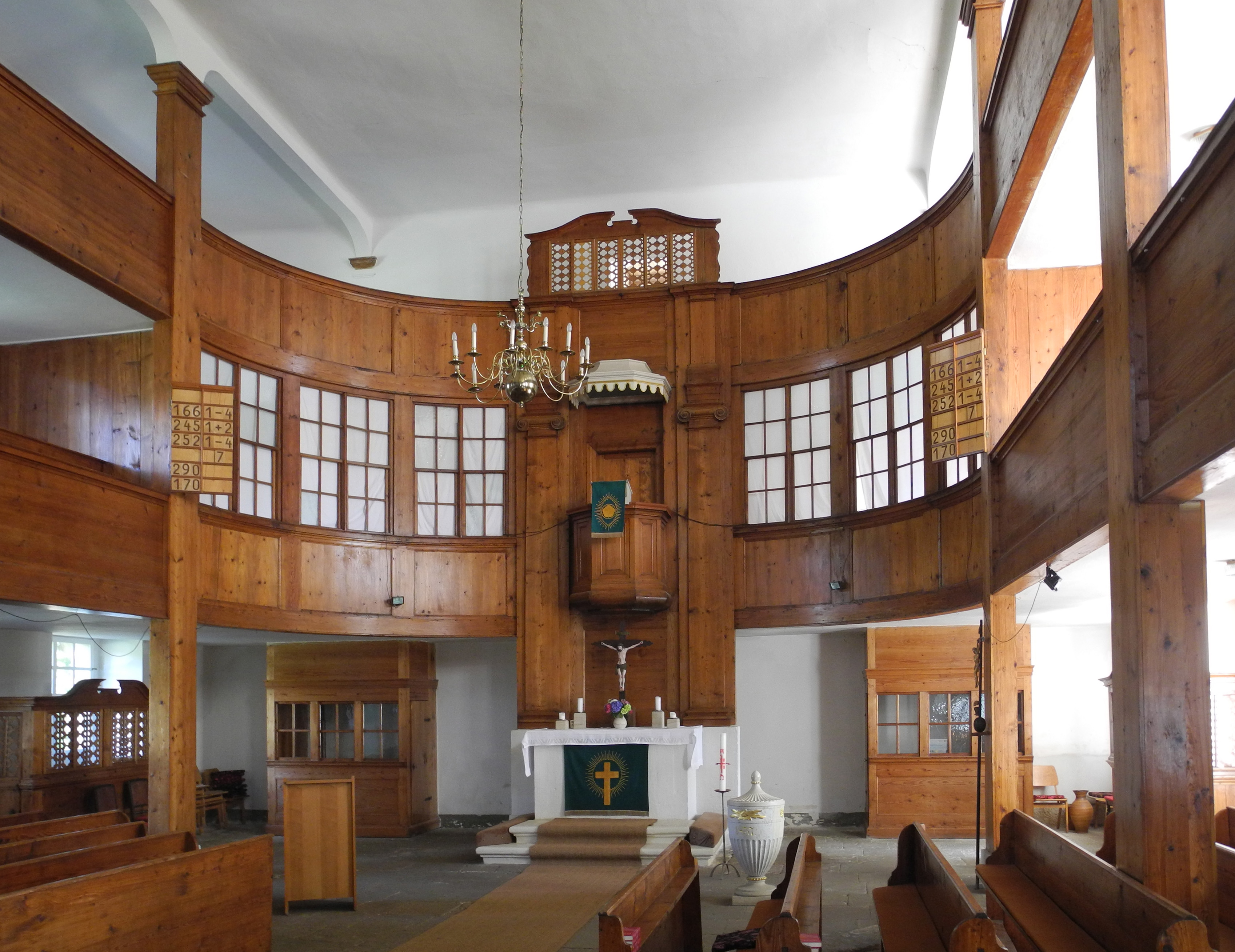
Oltářní prostor
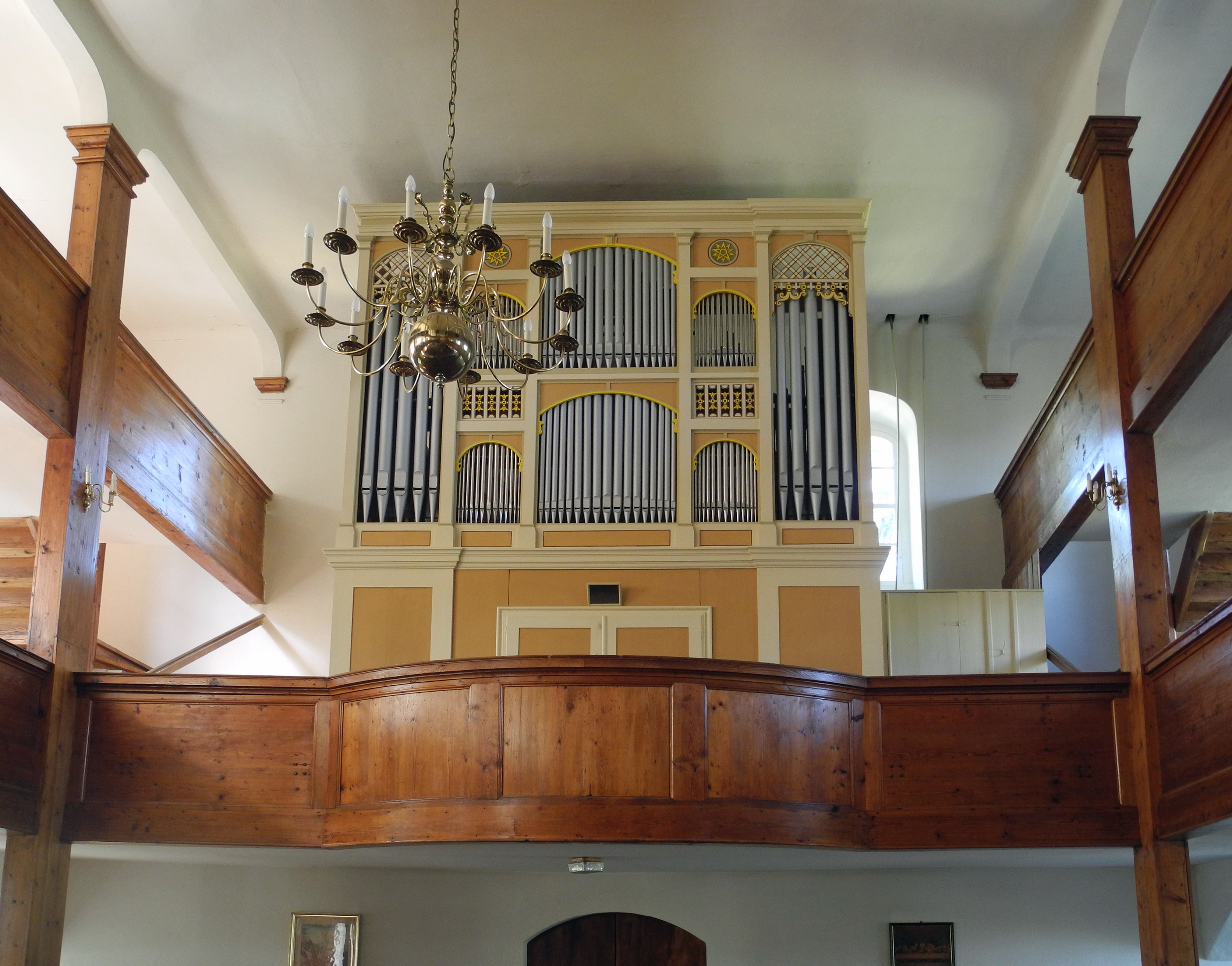
Empora s varhanami
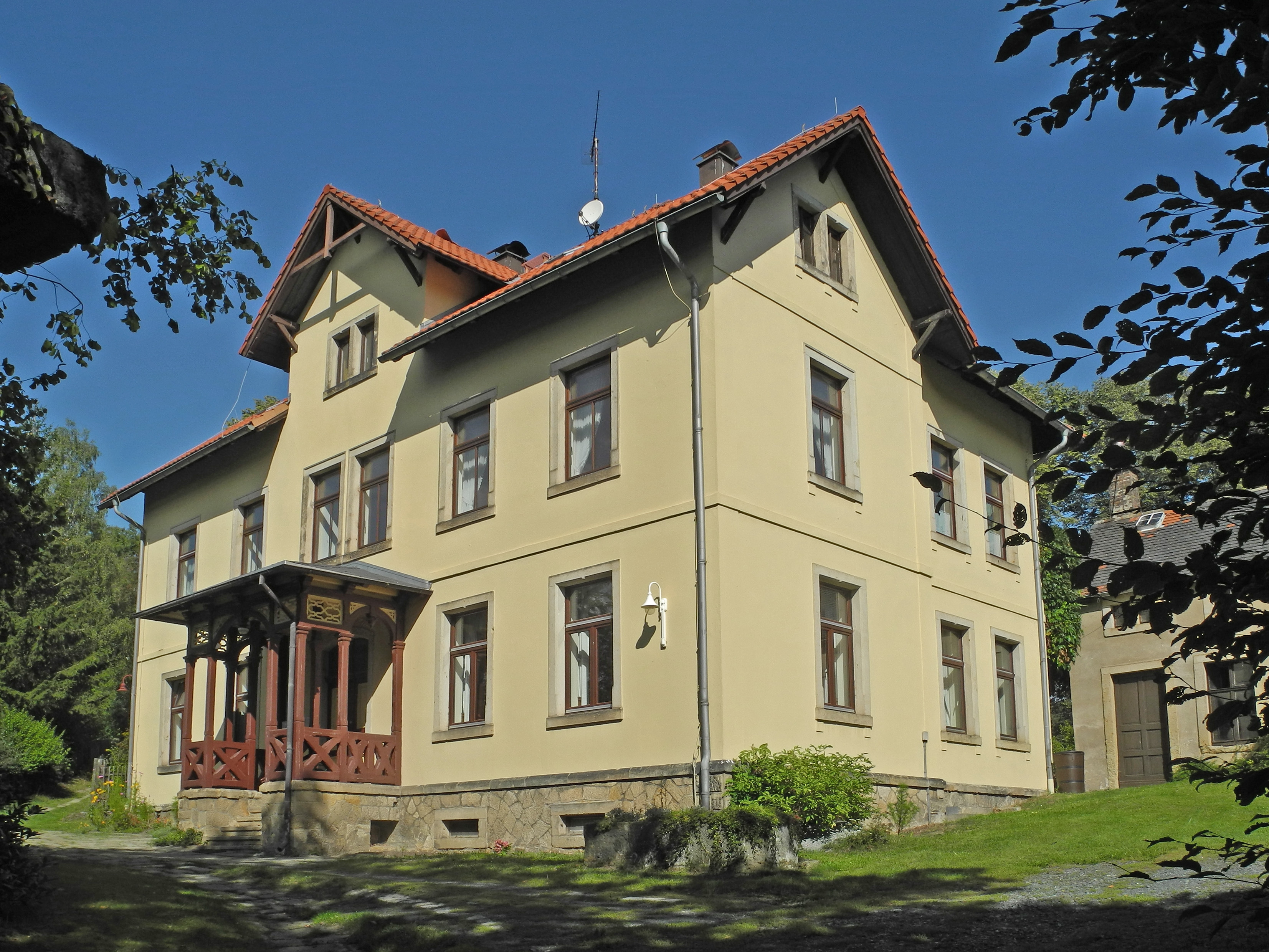
Fara